# Enovos Luxembourg
Die Enovos Luxembourg S.A. mit Sitz in Esch an der Alzette ist das größte Energieversorgungsunternehmen in Luxemburg. 
Enovos Luxembourg ist ein Strom- und Gasversorger. Das Unternehmen ist außerdem im Energiehandel tätig. Eine Tochtergesellschaft ist die in Saarbrücken ansässige Enovos Deutschland.

## Vorgeschichte
Vorgänger der Enovos International S.A. war die Soteg S.A., in die 97 % der Saar Ferngas AG und 83 % der Cegedel SA eingebracht wurden gegen Ausgabe von Aktien. Nach der Einbringung (Sacheinlage mit Kapitalerhöhung und Ausgabe von agio) machte die Soteg SA ein Pflichtangebot auf den Streubesitz der Cegedel SA (17,2 % wurden noch an den Börsen in Luxemburg und Brüssel gehandelt). Nach erfolgreichem öffentlichem Übernahmeangebot erfolgte das de-listing und der squeeze-out der Minderheitsaktionäre, so dass die Soteg SA 100 % der Aktien der Cegedel SA hält. Aktionäre des neuen Unternehmens Enovos sind: Staat Luxemburg mit 28,3 %, die luxemburgische Investitionsbank SNCI mit 10,8 %, ArcelorMittal mit 25,3 %, RWE mit 19,8 %, E.ON mit 10,8 % und Electrabel mit 5,1 %. Am 23. Dezember 2015 verkauften RWE und E.ON ihre Anteile an ein Bieterkonsortium unter der Führung des Großherzogtums Luxemburg und der Investmentgesellschaft Ardian.

### Soteg S.A.
Soteg wurde am 5. Februar 1974 als Société de Transport de Gaz gegründet. Seit 1999 trug sie den kürzeren Namen Soteg. Das Unternehmen betätigte sich zunächst im Transport und Versorgung von Erdgas, später kam die Stromversorgung hinzu und die Ausweitung des Gasgeschäftes auf Frankreich.
Zuletzt gehörten 21 % der Aktien dem Luxemburgischen Staat, 10 % der Staatsbank SNCI, 20 % ArcelorMittal, 20 % E.ON Ruhrgas, 19 % Cegedel und 10 % Saar Ferngas.

### Cegedel S.A.
Cegedel wurde am 27. März 1928 als Compagnie Grand-Ducale d'Électricité du Luxembourg (Großherzogliche Elektrizitätsgesellschaft Luxemburgs) gegründet. Seit 1997 trug sie den kürzeren Namen Cegedel. Das Unternehmen betätigte sich hauptsächlich in der Stromversorgung (Marktanteil in Luxemburg etwa 60 %), außerdem in der Energieerzeugung, im Energiehandel, in der Verteilung von Erdgas und in der Telekommunikation.
Zuletzt gehörten 32,8 % der Aktien dem Luxemburgischen Staat, 30,4 % der Luxempart-Energie S.A., 11,9 % der Staatsbank SNCI und 7,8 % der Electrabel. Die restlichen 17,1 % der Aktien befanden sich in Streubesitz. Cegedel SA wurde von der SOTEG SA übernommen und im Laufe des öffentlichenübernahmeangebotes von der Börse genommen und die Minderheitsaktionäre über der Zwangsauskauf (squeeze-out) herausgelöst.

### Saar Ferngas AG
Die Saar Ferngas AG wurde im Jahre 1929 als Ferngasgesellschaft Saar gegründet. Seit 2004 trägt sie den Namen Saar Ferngas AG und besitzt das durch das gesetzliche Unbundling die ausgegliederte Saar Ferngas Transport GmbH. Im Zuge der Fusion mit Enovos International bleiben diese zwei Gesellschaften erhalten und erhielten die neue Namen Enovos Deutschland und Creos Deutschland.

## Geschichte Konzern
Der Konzern Enovos International ist aktiv primär in den vier Ländern Luxemburg, Deutschland, Frankreich und Belgien. Die Enovos International ist die Muttergesellschaft der Enovos Luxembourg (Verkauf, Einkauf, Porfoliooptimierung, Erzeugung, renewables und Beteiligungen, u. a. Enovos Deutschland) und der Creos Luxembourg (betreibt das Transportnetz von Cegedel (Strom) und Soteg (Gas) und hält 97 % an der Creos Deutschland mit dem Transportnetz der ehemaligen Saar Ferngas), außerdem hat sie die 1 %-Beteiligung der Cegedel an der Energiebörse EEX übernommen.
Die Enovos Konzern beschäftigt Stand 2015 mehr als 1.400 Mitarbeiter, verfügt über seine Vertriebstöchter mehr als 300.000 Lieferpunkte (Strom und Erdgas) und betreibt über seine beiden Creos-Töchter mehr als 9.000 km Stromleitungen und 3.600 km Ferngasleitungen.

## Anteilseigner/Investoren
Enovos Luxemburg ist eine 100%ige Tochter der Holdinggesellschaft Encevo S.A.
Anteilseigner der Encevo sind
- 28,00 % Luxemburg
- 25,48 % Ardian
- 15,61 % Stadt Luxemburg
- 14,20 % Société Nationale de Crédit et d'Investissement
- 12,00 % Banque et Caisse d’Epargne de l’Etat
- 4,71 % Post Luxembourg

Die Anteile von Ardian teilen sich auf in 23,48 % für AXA Redilion ManagementCo S.C.A. und 2 % für Ardian Redilion ManagementCo S.C.A.
SNCI, BCEE und Post sind jeweils zu 100 % Eigentum des Großherzogtums.